# Эрмитаж (Гонконг)
The Hermitage («Эрмитаж») — высотный жилой комплекс, расположенный в Гонконге, в округе Яучимвон (район Вонкок), в составе многофункционального комплекса Olympian City. Китайское название (帝峯) означает «Пик императора», а английское происходит от российского музея «Эрмитаж». Построен в 2011 году, по состоянию на 2023 год башня The Hermitage 1-3 являлась 19-м по высоте зданием города и 880-м в мире, а башня The Hermitage 6-8 — 48-м по высоте зданием Гонконга. Девелоперами комплекса являются компания Sino Land, Nan Fung Group и Chinese Estates.

## История
В сентябре 2005 года власти Гонконга продали участок намывных земель на аукционе за 5,92 миллиарда гонконгских долларов консорциуму во главе с Sino Land (50 % принадлежит Sino Land, по 25 % — Nan Fung и Chinese Estates). Строительство комплекса The Hermitage началось в сентябре 2008 года, заселение первых квартир стартовало в мае 2011 года.

## Структура
Комплекс состоит из двух башен:
- 62-этажная башня The Hermitage 1-3 (233,8 м)[4]
- 56-этажная башня The Hermitage 6-8 (213,7 м)[5]

The Hermitage относится к категории элитного жилья (в шести блоках размещаются 964 квартиры и апартамента). В подиуме расположены паркинг, торговый центр Olympian City 3, несколько кафе и ресторанов, детский развлекательный центр, клуб-хаус в римском стиле с большим плавательным бассейном и дом престарелых; на террасе подиума разбит сад. Комплекс The Hermitage соединён пешеходным переходом с торговым центром Hoi Fu Shopping Centre.

## Галерея

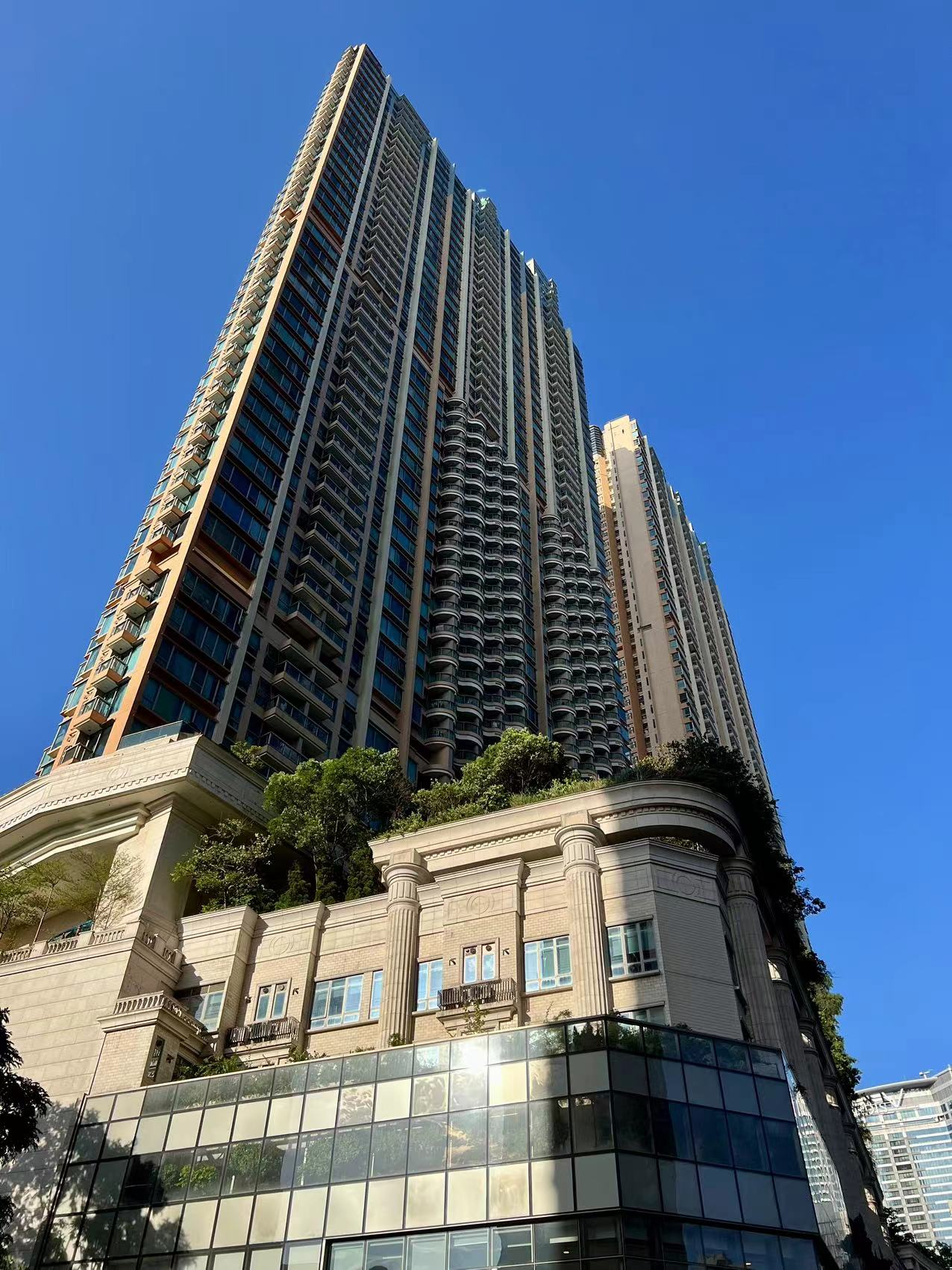
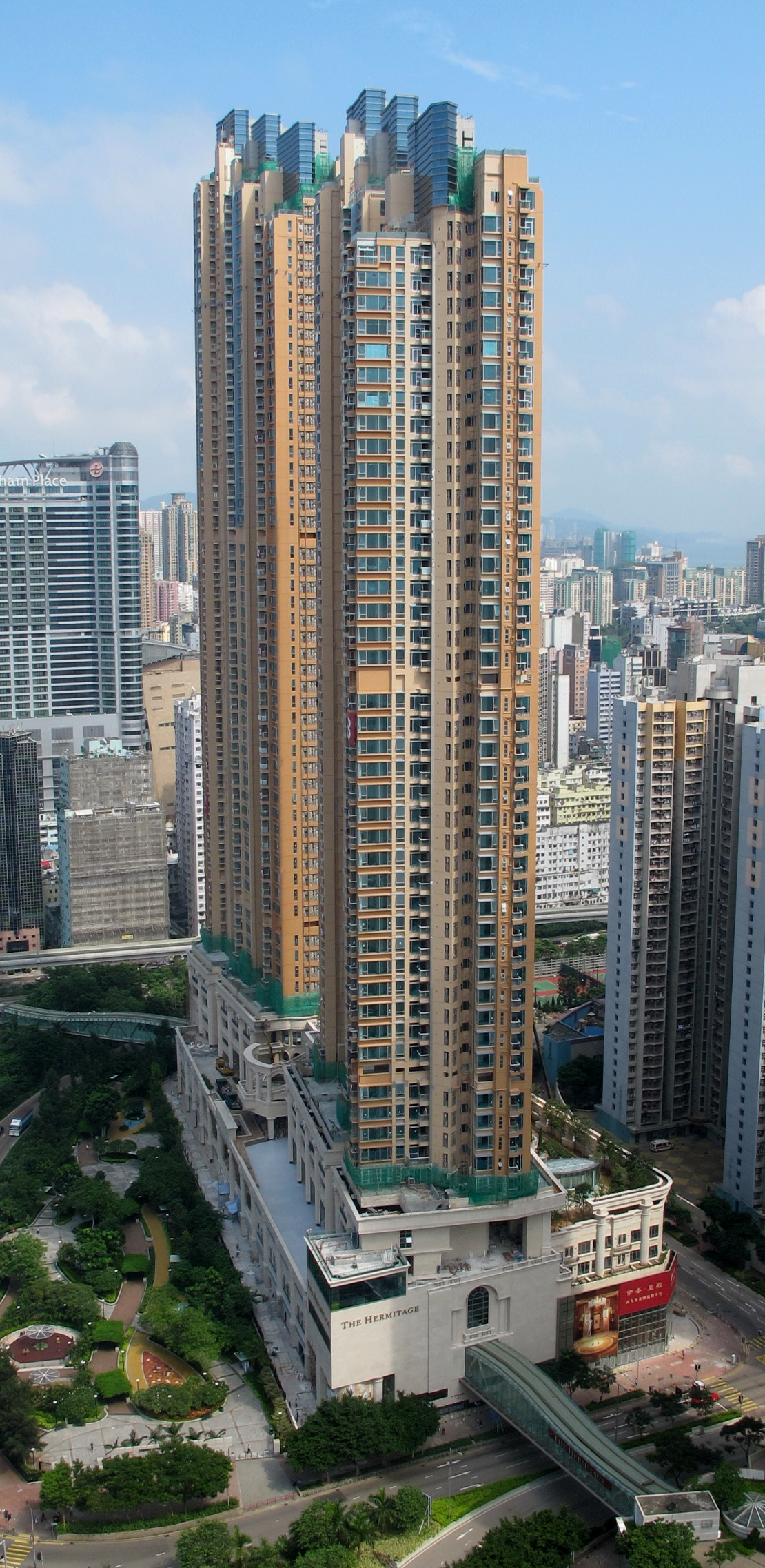
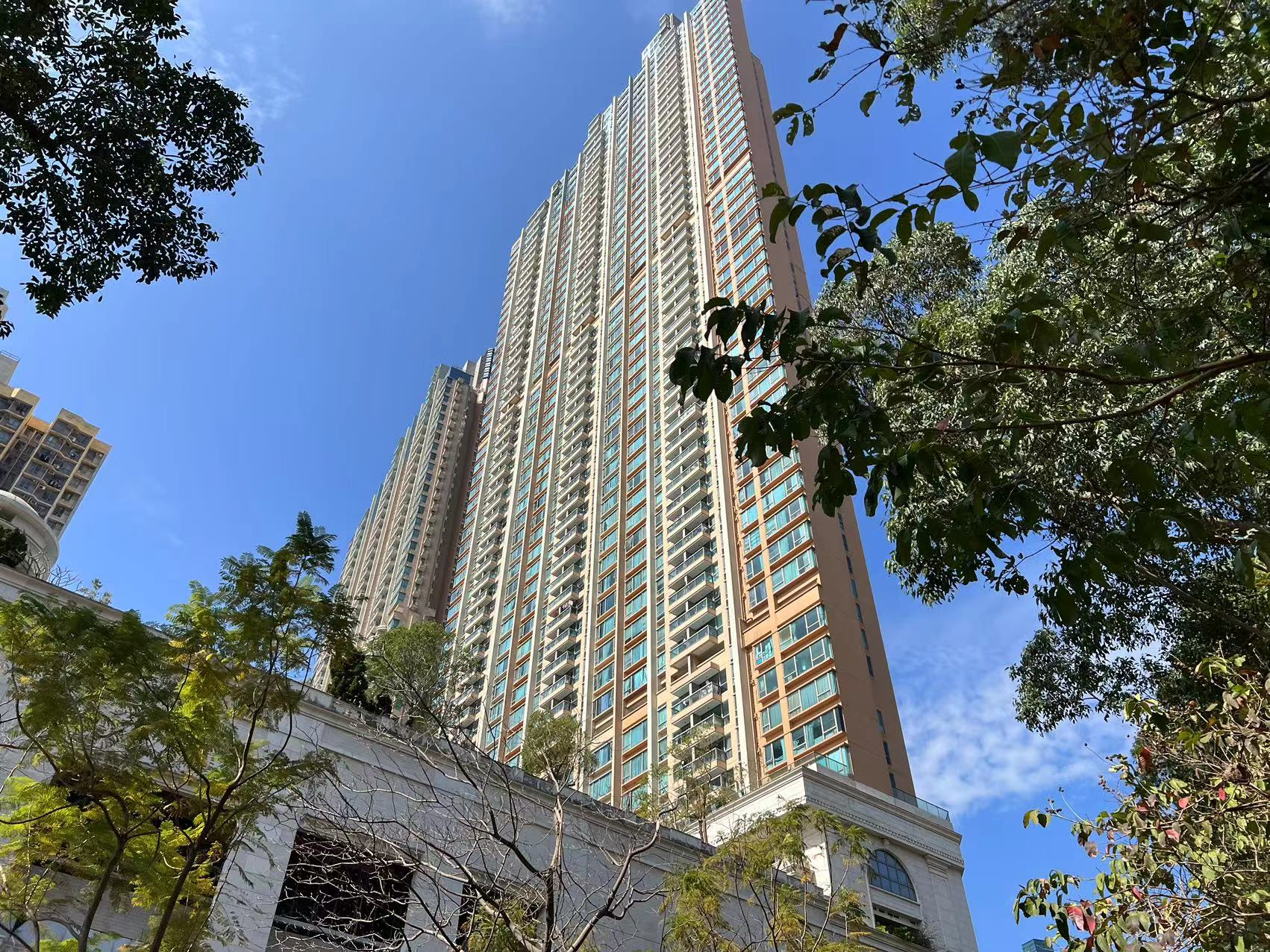

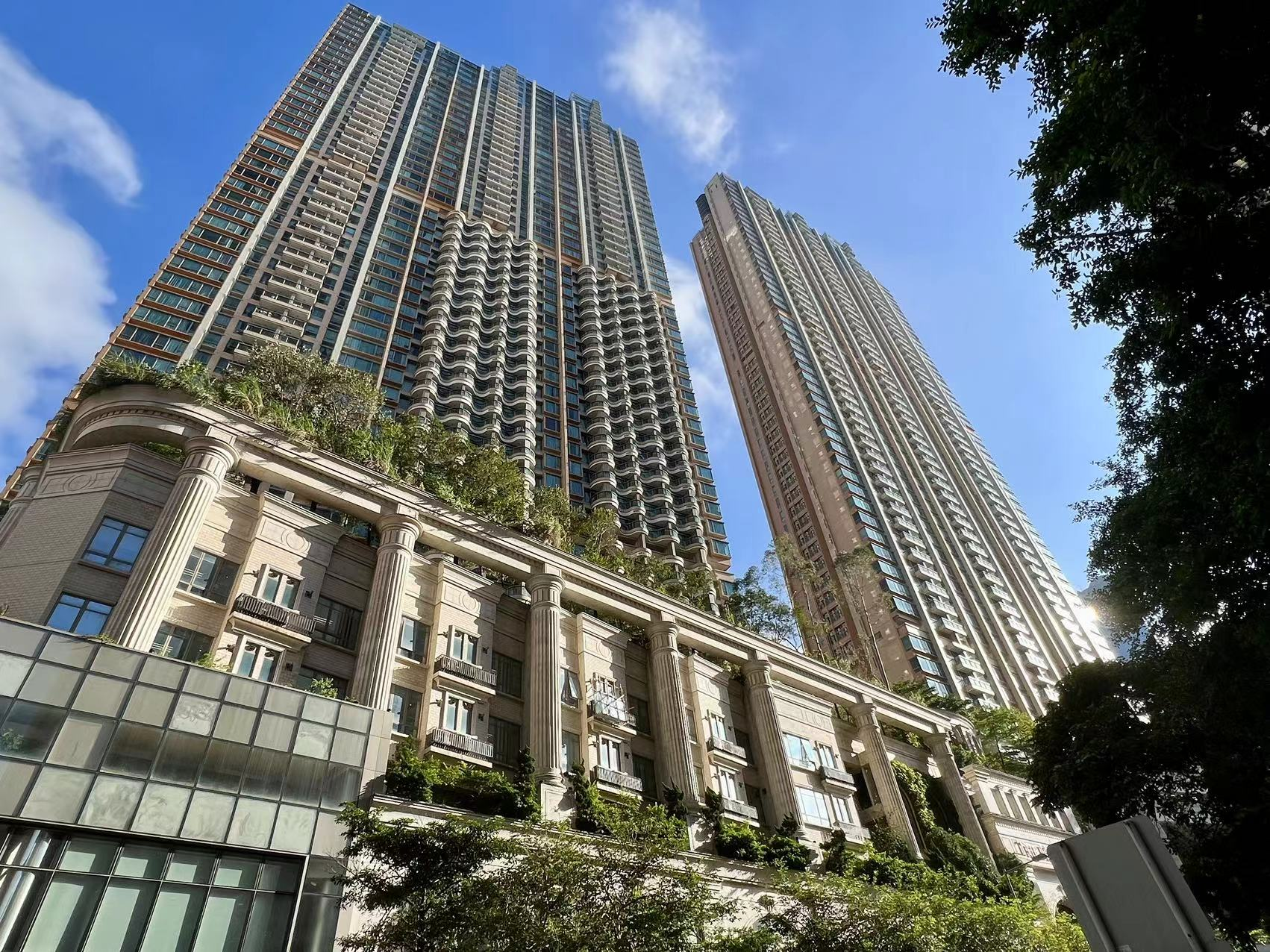
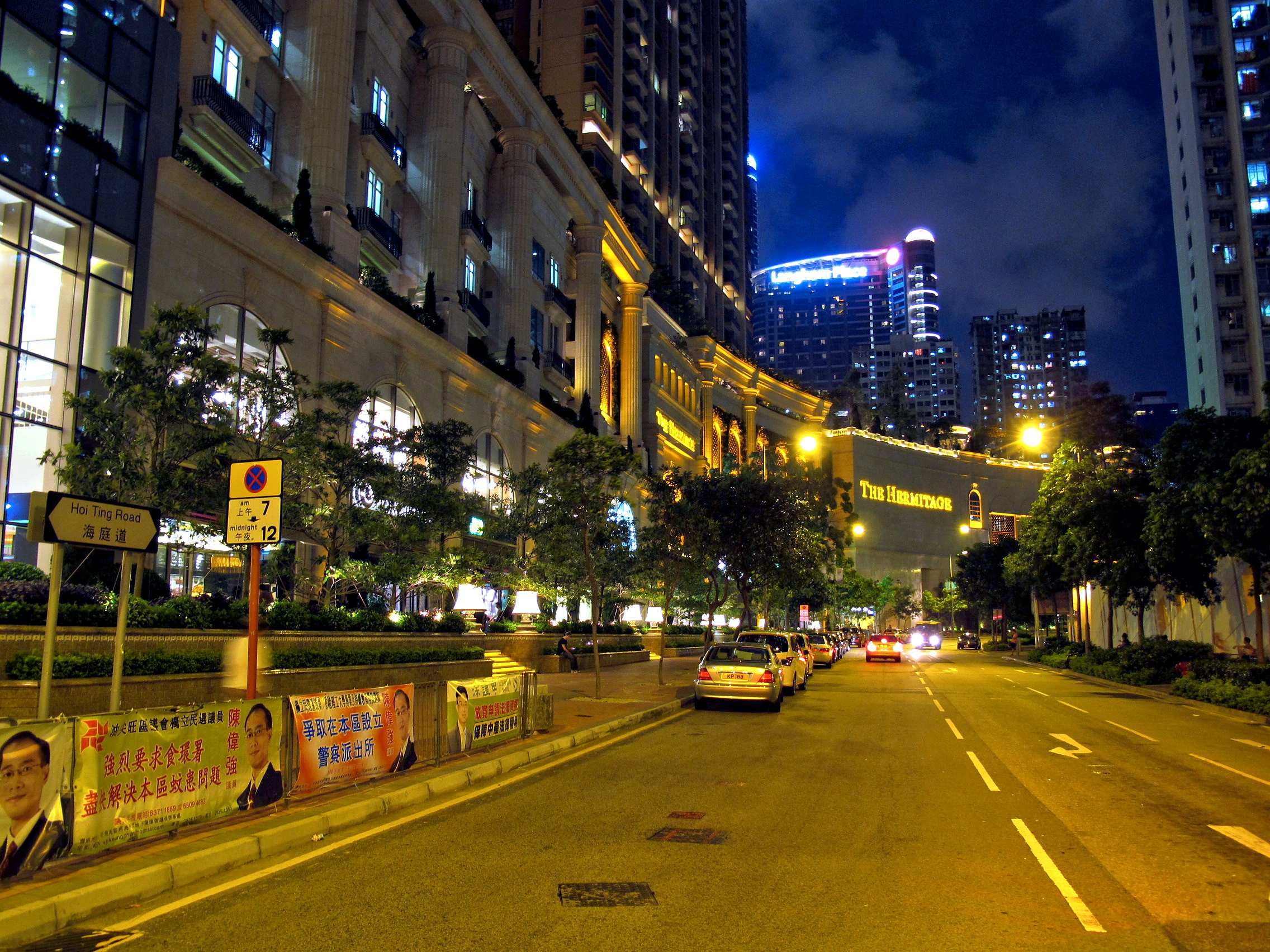
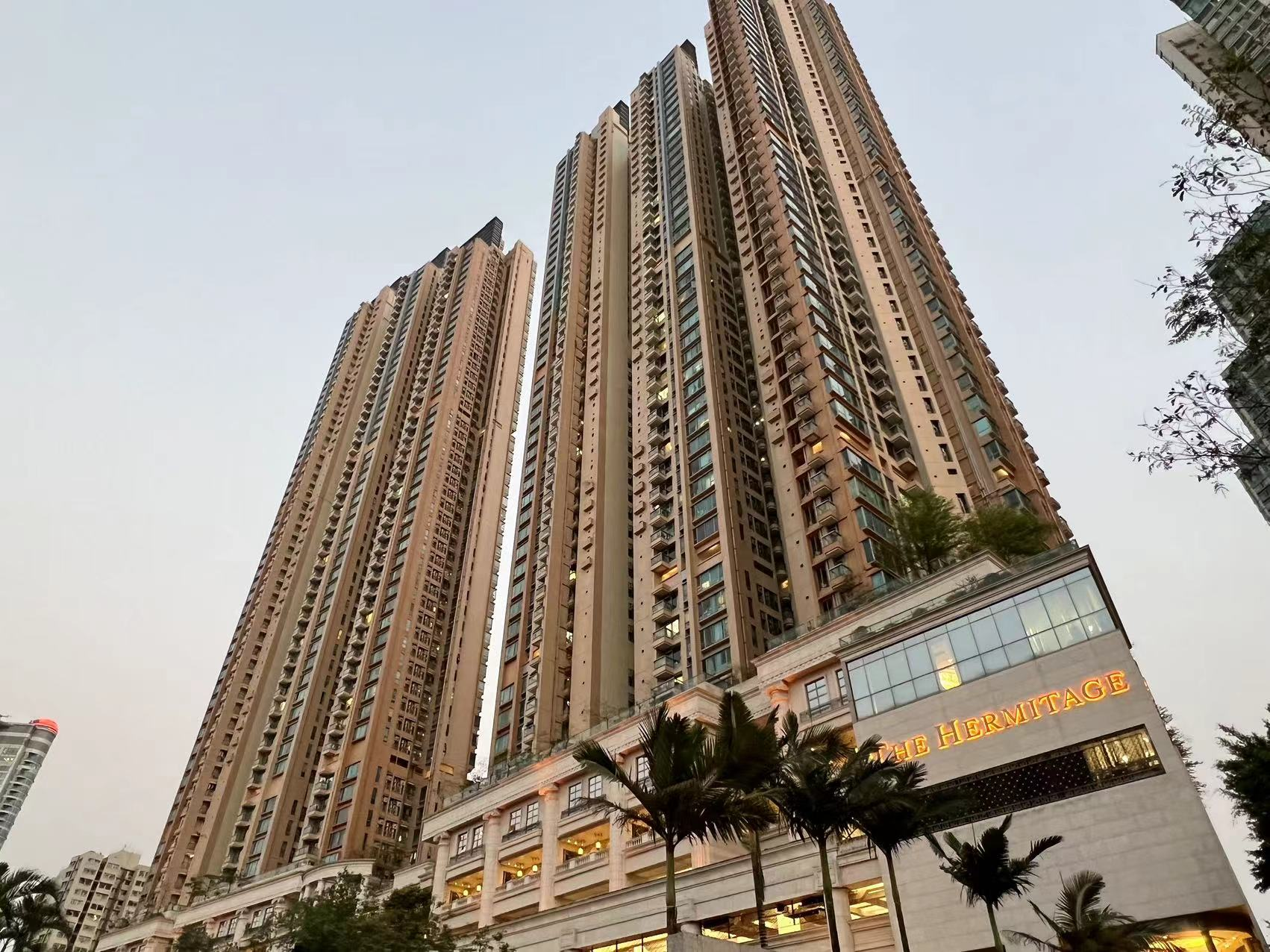